# Елиники Фони
„Елиники Фони“ (на гръцки: «Ελληνική Φωνή», в превод Гръцки глас) е гръцки седмичен вестник, издаван в град Лерин.

## История
Вестникът започва да излиза в 1945 година, след освобождението на Гърция. Подзаглавието му е „Седмичен вестник, публикуван в Лерин всяка неделя“ («Εβδομαδιαία Εφημερίς Εκδιδόμενη Εν Φλωρίνη Έκαστην Κυριακήν»). Негов издател е бежанецът от Битоля Димитриос Цонкос. След смъртта на Цонкос през март 1961 година, вестникът е поето от Василиос Тосиос. Вестникът спира в 1962 година или в 1963 година. От юли 1953 година до пролетта на 1961 година в „Елиники Фони“ основен автор е Теодорос Восду. Восду след края на вестника продължава издателската си дейност с вестника „Фони тис Флоринис“. На броевете от 1945 година пише, че вестникът е в третия период от издаването си за 15 години, тъй като е смятан естествено продължение на „Неа Флорина“ и „Македоники“. Подзаглавието му се променя в броя от 8 септември 1945 година на „Седмичен вестник, който се издава в Лерин всяка събота“ («Εβδομαδιαία Εφημερίς Εκδιδόμενη Εν Φλωρίνη Έκαστον Σάββατον»). Вестникът има две страници, а четири страници са само част от празничните му издания. Цената на брой през първата година на издаване до декември 1945 година е 20 драхми, а след това се увеличава на 50 драхми. През януари 1946 година цената отново се повишава на 100 драхми и само 2 месеца по-късно на 200 драхми. През ноември 1947 година цената става 300 драхми, следващата година 500 драхми и накрая през 1949 година цената се повишава до 600 драхми.

## Идеология
Идеологически вестникът подкрепя широката десница. Неговият основател е свързан с Народната партия. Съдържанието му е в по-голямата си част от политическо, но не липсват и статии от местен интерес. Вестникът отразява националните сблъсъци в областта. В броя на вестника от 8 август 1959 година пише:
| „ | Утре жителите на Атрапос ще се закълнат пред Бог и народа в тържествена церемония, че отсега нататък няма да говорят славянски диалект, който в ръцете на славянските пропагандатори, стана оръжие насочено срещу националното самосъзнание на македонците. Гордите хора от Атропос ще дадат клетва да говорят само гръцки език, така че по този начин да наблягат върху техния гръцки произход и гръцко самосъзнание. | “ |

Образователните проблеми се анализирани предимно на 2-ра страница или на 3-та и 4-та, когато е четиристраничен. Постоянна колона е „Нашите възгледи“. Във вестника работят Томас Вракас, Пантелис Койдис и Теодорос Восду.